# Legge Mancino
La legge 25 giugno 1993, n. 205  è un atto legislativo della Repubblica Italiana che sanziona e condanna frasi, gesti, azioni e slogan aventi per scopo l’incitamento all'odio, l'incitamento alla violenza, la discriminazione e la violenza per motivi razziali, etnici, religiosi o nazionali. La legge punisce anche l'utilizzo di emblemi o simboli.
Emanata con il decreto legge 26 aprile 1993 n. 122 - convertito con modificazioni in legge 25 giugno 1993, n. 205 - è nota come legge Mancino, dal nome dell'allora ministro dell'Interno che ne fu proponente, Nicola Mancino.
Approvata durante il governo Ciampi, essa è oggi il principale strumento legislativo che l'ordinamento italiano offre per la repressione dei crimini d'odio e dell’incitamento all'odio.

## Storia
La proposta di una legge che arginasse i crimini d'odio venne presentata alla Camera dei deputati il 19 dicembre 1992 dal ministro dell'Interno Nicola Mancino e dal ministro della Giustizia Claudio Martelli. Tuttavia, il progetto di legge non arrivò all'esame della Camera a causa della sopraggiunta crisi del governo Amato I, e a quel punto Mancino emanò un decreto legge. Un contributo importante alla stesura della legge è da attribuirsi all'attività parlamentare svolta da un intergruppo, del quale faceva parte l'allora deputato repubblicano Enrico Modigliani.
La legge fu approvata dalla Camera dei deputati il 15 giugno 1993, con 324 voti favorevoli (DC, PDS, PSI, LN, PRC, PRI, PLI, FdV, PSDI, Gruppo Federalista Europeo), 1 contrario e 12 astenuti (MSI). Fu poi approvata al Senato della Repubblica il 23 giugno 1993 con i voti favorevoli di DC, PDS, PSI e PRI, e l'astensione di MSI, Verdi e La Rete.
I critici della legge Mancino asseriscono fra l'altro che essa sarebbe incostituzionale, in quanto in contrasto con l'art. 21 della Costituzione, che garantisce la libertà di manifestazione del pensiero. La Corte costituzionale, ad oggi, non ha avuto occasione di pronunciarsi su tale asserito contrasto fra l'art. 21 Cost. e la legge Mancino, tuttavia in due sentenze risalenti agli anni '50 (la n. 1 del 1957 e la n. 74 del 1958) dichiarò infondate le questioni di legittimità costituzionale di norme analoghe a quelle di cui si discute, contenute negli art. 4 e 5 della sopra citata legge 645/52, con la motivazione che "Chi esamini il testo dell'art. 5 della legge isolatamente dalle altre disposizioni, e si limiti a darne una interpretazione letterale, può essere indotto, come è accaduto alle autorità giudiziarie che hanno proposto la questione di legittimità costituzionale, a supporre che la norma denunziata preveda come fatto punibile qualunque parola o gesto, anche il più innocuo, che ricordi comunque il regime fascista e gli uomini che lo impersonarono ed esprima semplicemente il pensiero o il sentimento, eventualmente occasionale o transeunte, di un individuo, il quale indossi una camicia nera o intoni un canto o lanci un grido. Ma una simile interpretazione della norma non si può ritenere conforme alla intenzione del legislatore, il quale, dichiarando espressamente di voler impedire la riorganizzazione del disciolto partito fascista, ha inteso vietare e punire non già una qualunque manifestazione del pensiero, tutelata dall'art. 21 della Costituzione, bensì quelle manifestazioni usuali del disciolto partito che, come si è detto prima, possono determinare il pericolo che si è voluto evitare" e, all'ulteriore capoverso "Il legislatore ha compreso che la riorganizzazione del partito fascista può anche essere stimolata da manifestazioni pubbliche capaci di impressionare le folle; ed ha voluto colpire le manifestazioni stesse, precisamente in quanto idonee a costituire il pericolo di tale ricostituzione."
Soggiacente all'impianto della legge Mancino è possibile rintracciare un argomento classico del liberalismo europeo, vale a dire quello secondo cui le opinioni che apertamente incitano alla violenza e alla discriminazione per motivi razziali, etnici o religiosi, non debbano godere della tutela riservata alla libertà di manifestazione del pensiero. Tale argomento fu formulato per la prima volta da John Locke il quale, con riferimento alle pratiche autoritarie del cattolicesimo a lui contemporaneo, asserì che "I papisti non devono godere del beneficio della tolleranza, perché, dove hanno il potere, si ritengono obbligati a negare la tolleranza agli altri". Nel secolo scorso una simile argomentazione fu riproposta con la discussione del concetto di società aperta, avvenuta per opera di Henri Bergson e sviluppata successivamente da Karl Popper, oltre che da Jean-Paul Sartre il quale, polemizzando contro gli antisemiti, dopo aver rilevato con sfavore che "In nome delle istituzioni democratiche, in nome della libertà d'opinione, l'antisemita reclama il diritto di predicare ovunque la crociata antiebraica", e dopo aver definito pericolosa e falsa tale pretesa, sapidamente commentò: "Ammetterei a rigore che si abbia un'opinione sulla politica vinicola del governo [...]. Ma mi rifiuto di chiamare opinione una dottrina che prende di mira espressamente persone determinate, che tende a sopprimere i loro diritti e a sterminarle".
Lo scrittore Wu Ming 1 ha formulato una critica di stampo libertario alla legge Mancino, sostenendo che la stessa abbia fallito nel suo intento di contrastare l'estremismo di destra e si sia anzi rivelata controproducente, in quanto, agli occhi di molti giovani, avrebbe conferito ai neonazisti un'ingannevole attrattiva di martiri ribelli: secondo Wu Ming 1, già all'epoca della sua approvazione era possibile prevedere che "la legge avrebbe contribuito a peggiorare le cose, conferendo ancor più fascino maligno a naziskin e camerateria. Chi va in cerca di un'attitudine 'antisistema' non si scoraggerà per la sua messa al bando, anzi, è probabile che la cosa lo entusiasmi. Al primo riluttante sequestro di volantini, alla prima perquisizione all'acqua di rose in una sede d'ultradestra, la legge avrebbe trasformato in ribelle e finto martire anche il più scalzacane dei nazistelli di quartiere [...] Se ad impedire a David Irving di tenere una conferenza non sono i compagni, la gente, gli ebrei autorganizzati, ma la Polizia che lo blocca all'aeroporto, allora l'ultimo dei cretini rapati lo penserà un reietto, un perseguitato, etc... E si crederà antagonista e trasgressivo per il fatto di stare dalla sua parte".

## Contenuto
L'art. 1 ("Discriminazione, odio o violenza per motivi razziali, etnici, nazionali o religiosi") dispone quanto segue: "Salvo che il fatto costituisca più grave reato, [...] è punito:
- a) con la reclusione fino a un anno e sei mesi o con la multa fino a 6.000 euro chi propaganda idee fondate sulla superiorità o sull'odio razziale o etnico, ovvero istiga a commettere o commette atti di discriminazione per motivi razziali, etnici, nazionali o religiosi;
- b) con la reclusione da sei mesi a quattro anni chi, in qualsiasi modo, incita a commettere o commette violenza o atti di provocazione alla violenza per motivi razziali, etnici, nazionali o religiosi.

È vietata ogni organizzazione, associazione, movimento o gruppo avente tra i propri scopi l'incitamento alla discriminazione o alla violenza per motivi razziali, etnici, nazionali o religiosi. Chi partecipa a tali organizzazioni, associazioni, movimenti o gruppi, o presta assistenza alla loro attività, è punito, per il solo fatto della partecipazione o dell'assistenza, con la reclusione da sei mesi a quattro anni.
Coloro che promuovono o dirigono tali organizzazioni, associazioni, movimenti o gruppi sono puniti, per ciò solo, con la reclusione da uno a sei anni."
L'art. 2 ("Disposizioni di prevenzione") stabilisce che "chiunque, in pubbliche riunioni, compia manifestazioni esteriori od ostenti emblemi o simboli propri o usuali delle organizzazioni, associazioni, movimenti o gruppi" come sopra definiti "è punito con la pena della reclusione fino a tre anni e con la multa da lire duecentomila a lire cinquecentomila." Inoltre lo stesso articolo vieta la propaganda negli stadi, disponendo che "è vietato l'accesso ai luoghi dove si svolgono competizioni agonistiche alle persone che vi si recano con emblemi o simboli" di cui sopra. "Il contravventore è punito con l'arresto da tre mesi ad un anno."
L'art. 4 punisce con la reclusione da sei mesi a due anni e con la multa da lire 400.000 a lire 1.000.000 "chi pubblicamente esalta esponenti, principi, fatti o metodi del fascismo, oppure le sue finalità antidemocratiche. Se il fatto riguarda idee o metodi razzisti, la pena è della reclusione da uno a tre anni e della multa da uno a due milioni di lire."

## Inquadramento sistematico
La "legge Mancino" si colloca all'interno di un complessivo quadro normativo volto a sanzionare le condotte riconducibili al fascismo e al razzismo. Le principali fonti normative al riguardo sono le seguenti:
1. la XII Disposizione transitoria e finale della Costituzione della Repubblica Italiana, al primo comma, stabilisce che "È vietata la riorganizzazione, sotto qualsiasi forma, del disciolto partito fascista";
2. in attuazione della predetta Disposizione, la Legge 20 giugno 1952, n. 645, in materia di "Norme di attuazione della XII disposizione transitoria e finale (comma primo) della Costituzione", all'art. 1, precisa che si ha riorganizzazione del disciolto partito fascista quando una associazione, un movimento o comunque un gruppo di persone non inferiore a cinque persegue finalità antidemocratiche proprie del partito fascista:
  - esaltando, minacciando o usando la violenza quale metodo di lotta politica,
  - o propugnando la soppressione delle libertà garantite dalla Costituzione,
  - o denigrando la democrazia, le sue istituzioni e i valori della Resistenza,
  - o svolgendo propaganda razzista,
  - ovvero rivolge la sua attività alla esaltazione di esponenti, principi, fatti e metodi propri del predetto partito,
  - o compie manifestazioni esteriori di carattere fascista;
3. la Convenzione internazionale sulla eliminazione di tutte le forme di discriminazione razziale, aperta alla firma a New York il 7 marzo 1966, è stata recepita dall'ordinamento italiano con legge 13 ottobre 1975, n. 654.

Tale Convenzione dichiara nel suo preambolo, fra l'altro, che "gli stati parti della presente convenzione [sono] convinti che qualsiasi dottrina di superiorità fondata sulla distinzione tra le razze è falsa scientificamente, condannabile moralmente ed ingiusta e pericolosa socialmente, e che nulla potrebbe giustificare la discriminazione razziale, né in teoria né in pratica, [e che gli stati stessi sono] risoluti ad adottare tutte le misure necessarie alla rapida eliminazione di ogni forma e di ogni manifestazione di discriminazione razziali nonché a prevenire ed a combattere le dottrine e le pratiche razziali".
In conseguenza la medesima Convenzione, all'art. 4, stabilisce che "gli Stati contraenti condannano ogni propaganda ed ogni organizzazione che s'ispiri a concetti ed a teorie basate sulla superiorità di una razza o di un gruppo di individui di un certo colore o di una certa origine etnica, o che pretendano di giustificare o di incoraggiare ogni forma di odio e di discriminazione razziale".
Sempre nel medesimo art. 4 della Convenzione, gli Stati contraenti "si impegnano ad adottare immediatamente misure efficaci per eliminare ogni incitamento ad una tale discriminazione od ogni atto discriminatorio, tenendo conto, a tale scopo, dei principi formulati nella Dichiarazione universale dei diritti dell'uomo [...] ed in particolare:
1. a dichiarare crimini punibili dalla legge, ogni diffusione di idee basate sulla superiorità o sull'odio razziale, ogni incitamento alla discriminazione razziale, nonché ogni atto di violenza, od incitamento a tali atti diretti contro ogni razza o gruppo di individui di colore diverso o di diversa origine etnica, come ogni aiuto apportato ad attività razzistiche, compreso il loro finanziamento;
2. a dichiarare illegali ed a vietare le organizzazioni e le attività di propaganda organizzate ed ogni altro tipo di attività di propaganda che incitino alla discriminazione razziale e che l'incoraggino, nonché a dichiarare reato punibile dalla legge la partecipazione a tali organizzazioni od a tali attività;
3. a non permettere né alle pubbliche autorità, né alle pubbliche istituzioni, nazionali o locali, l'incitamento o l'incoraggiamento alla discriminazione razziale."

La legge Mancino si richiama esplicitamente alle predette normative di riferimento.
Oltre alle problematiche di natura costituzionale e la sua compatibilità con l'art. 21 Costituzione (Libertà di espressione), parte della dottrina italiana ne ha rilevato un utilizzo sistematico a macchia di leopardo, rilevando categorie di persone a cui non viene applicata nella prassi giudiziale.

## Dibattito sulle modifiche
Da tempo si discute in merito ad una possibile estensione della Legge Mancino ai reati basati sulla discriminazione in base all'orientamento sessuale e all'identità di genere. La proposta, anche in alternativa all'introduzione di una legge specifica, più volte proposta ma ancora non approvata, è stata sostenuta da partiti di sinistra come PD e IdV, oltre che da tutte le principali associazioni LGBT italiane.
Un tentativo di estensione della legge Mancino ai reati di omofobia e transfobia è avvenuto durante la XVII legislatura, grazie all'accordo tra PD e PdL: il dibattito in aula inizia il 26 luglio 2013 e trova la forte opposizione della Lega Nord. La proposta è stata presentata da 221 parlamentari e porta la prima firma dei deputati Ivan Scalfarotto (PD), Alessandro Zan (SEL), Irene Tinagli (SC) e Silvia Chimienti (M5S). La legge è stata approvata alla Camera dei deputati il 19 settembre 2013 con 228 voti favorevoli, 57 contrari e 108 astenuti, ma non è mai arrivata all'approvazione del Senato.

### Proposte di abrogazione
Nel 2014 il partito di estrema destra Forza Nuova ha proposto nel suo programma l'abolizione della legge Mancino e la Lega Nord ha proposto un referendum abrogativo.
Il 3 agosto 2018 l'allora Ministro per la famiglia e le disabilità, il leghista Lorenzo Fontana, ha espresso con un post su Facebook il desiderio di abolire la legge Mancino perché a suo parere, «in questi anni si è trasformata in una sponda normativa usata dai globalisti per ammantare di antifascismo il loro razzismo anti-italiano», proposta che è stata subito respinta dal Presidente del Consiglio Giuseppe Conte, ma non dal Ministro dell'Interno Matteo Salvini. Sostiene l'abrogazione anche il partito di destra Fratelli d'Italia di Giorgia Meloni, affermando che la legge introduce un reato d'opinione.

### Ddl Zan
Un nuovo tentativo di estensione della legge Mancino ai reati di omo-transfobia è avvenuto durante la XVIII legislatura, grazie all'accordo tra PD e M5S: il dibattito in aula inizia il 27 ottobre 2020 e trova la forte opposizione di Lega e Fratelli d'Italia. Nella discussione in Parlamento sono state aggiunte delle tutele ulteriori anche per le persone disabili (proposta di Lisa Noja) e contro la misoginia. La proposta porta la prima firma del deputato Alessandro Zan (PD). La legge è stata approvata alla Camera dei deputati il 4 novembre 2020 con 265 voti favorevoli, 193 contrari e un astenuto, passando quindi all'esame del Senato. Il percorso resta però controverso.
Il 27 ottobre 2021 la legge non passa al Senato per via dell'approvazione della procedura detta "tagliola", la cui applicazione è stata proposta da Lega e Fratelli d'Italia e votata (a scrutinio segreto) con 154 voti a favore, 131 contrari e 2 astenuti (e 28 assenti). Tale "tagliola", prevista dal regolamento del Senato, tecnicamente non permette di procedere all'esame dei singoli articoli che costituiscono il disegno di legge in questione e ha l'effetto di interrompere l'iter di approvazione della legge, fornendo dunque un chiaro segno della mancanza di un accordo politico tra i partiti in merito alla questione in oggetto. Oltretutto, sempre stando al regolamento del Senato, non è possibile ricalendarizzare tale disegno di legge (o anche uno sostanzialmente simile a quello appena rigettato) per almeno sei mesi.